# Jacques Moreau (historien)
Pour les articles homonymes, voir Jacques Moreau et Moreau.
Jacques Moreau, né le 12 septembre 1918 à Lodelinsart, dépendant aujourd'hui de Charleroi (Belgique) et mort le 23 septembre 1961 près d'Ankara, est un historien belge de l'Antiquité.

## Biographie
Jacques Moreau étudie à partir de 1935 à l'université libre de Bruxelles, notamment auprès d'Henri Grégoire, Roger Goossens et Claire Préaux. Après son examen de philologie classique, il devient en 1939 assistant du professeur Grégoire et enseigne dans un lycée. Il enseigne l'histoire antique à partir de 1950 à l'université de la Sarre, où il est professeur hors-cadre en 1951 et professeur ordinaire en 1953.
En 1960, Jacques Moreau obtient une chaire à l'université de Heidelberg. Il meurt pendant un accident d'avion qui devait le mener sur un site d'Anatolie avec plusieurs archéologues et historiens, dont Hans Schaefer.

## Œuvre
Moreau s'intéressait surtout à l'histoire du christianisme antique et fit un commentaire remarqué sur Lactance. Il était membre de la Société nationale des antiquaires de France, de l'Institut archéologique allemand et fut coéditeur du Lexikon der Alten Welt.

## Quelques publications
- La Persécution du christianisme dans l'empire romain, Paris, 1956.
Traduit en allemand : Die Christenverfolgung im Römischen Reich. 2. Aufl. de Gruyter, Berlin 1971,  (ISBN 3-11-002456-X).
- Die Welt der Kelten. Kilpper, Stuttgart 1958. Neu bearb. Ausg. Phaidon, Essen 1985,  (ISBN 3-88851-087-2).
- Scripta minora. C. Winter, Heidelberg 1964.

## Biographie
- Wolfgang Müller: Le Maître qui représente si dignement l'humanisme belge à l'université européenne de la Sarre, in: Klaus Martin Girardet (Hrsg.): 50 Jahre Alte Geschichte an der Universität des Saarlandes. Saarbrücken 2001, pp. 59–83 (Universitätsreden 47).
- Walter Schmitthenner: Jacques Moreau †, in: Gnomon 33 (1961), pp. 841–843.

## Source
- (de) Cet article est partiellement ou en totalité issu de l’article de Wikipédia en allemand intitulé « Jacques Moreau (Historiker) » (voir la liste des auteurs).